# Оркестр Национального центра искусств
Оркестр Национального центра искусств (англ. National Arts Centre Orchestra, фр. Orchestre du Centre national des arts) — канадский симфонический оркестр, базирующийся в Оттаве. Учреждён в 1969 году по случаю открытия Национального центра искусств.
На протяжении своей истории оркестр гастролировал в 112 городах Канады и 122 городах за рубежом. Среди наиболее заметных записей оркестра — произведения Моцарта, Гайдна, Вивальди.

## Музыкальные руководители
- Жан Мари Боде (1969—1971)
- Марио Бернарди (1971—1982)
- Франко Маннино (1982—1987)
- Габриэль Хмура (1987—1990)
- Тревор Пиннок (1991—1997)
- Пинхас Цукерман (1999—2015)
- Александр Шелли (2015 по наст. время)